# بلاد الصغد

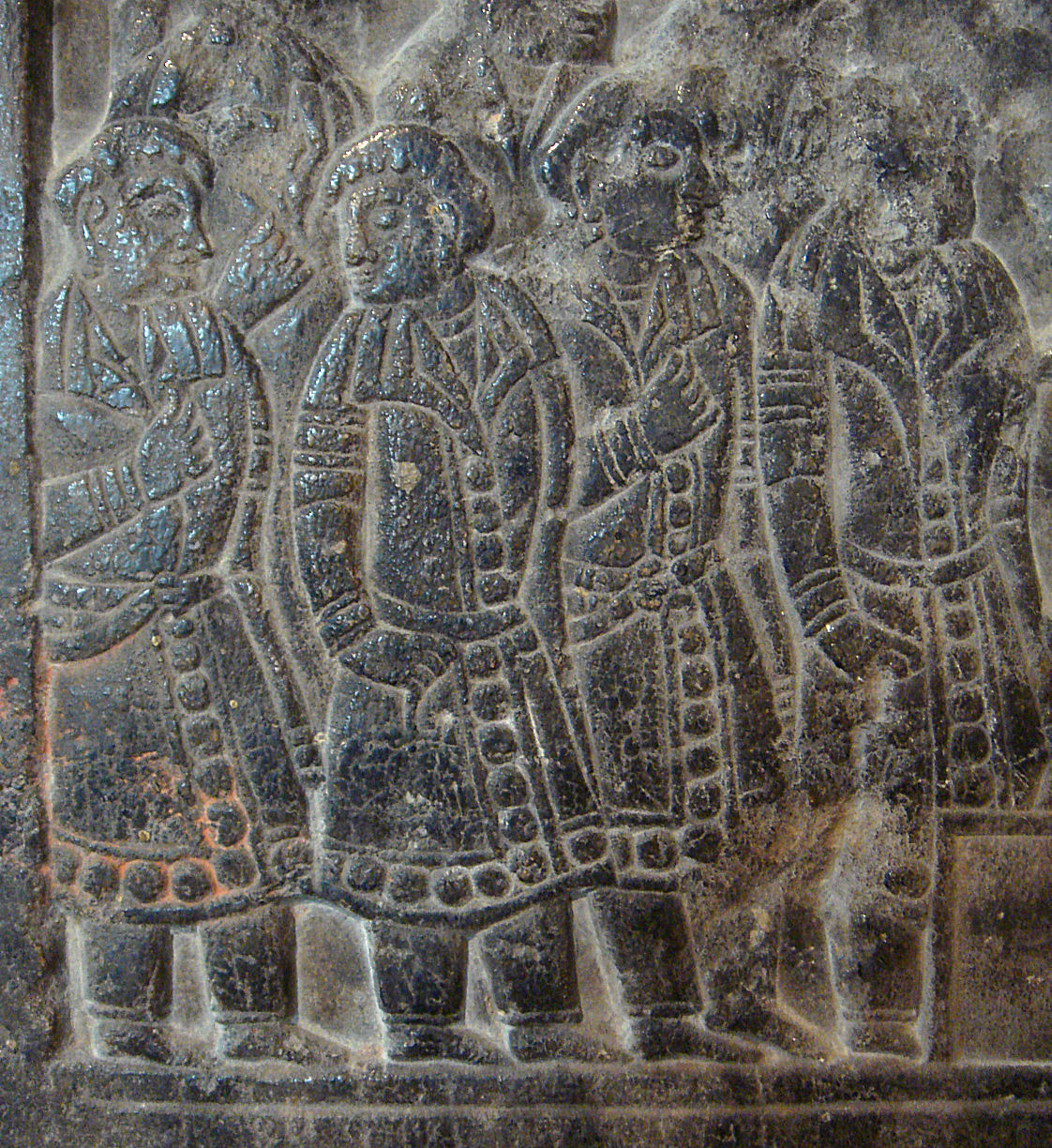
سوقديانيون مرسومون على نعش حجري سوقدياني صيني من عهد أسرة كي الشمالية.

بلاد الصغد أو السغد (/ˈsɔːɡdiə/ أو /ˈsɒɡdiə/; (ب[Suguda-] خطأ: {{اللغة-؟؟}}: النص يحتوي على علامة مائلة (مساعدة)); (بالإغريقية: Σογδιανή), Sogdianē; (بالفارسية: سغد) Soġd; (بالطاجيكية: Суғд, سغد) Suġd; (بالأوزبكية: Sơģd); (بالصينية: 粟特) Sùtè) أو سوقديانا (/ˌsɔːɡdiˈænə/ أو /ˌsɒɡdiˈænə/) كانت الحضارة القديمة لأحد الشعوب الإيرانية وإحدى ولايات الإمبراطورية الأخمينية وتحتل المركز الثامن عشر في قائمة نقش بيستون للموت داريوش الكبير (Darius the Great) (i. 16). سوقديانا «مسجلة» كثاني «أفضل الأراضي والبلدان» التي خلقها الإله أهورامزدا (Ahura Mazda) كما ورد في الأساطير. وتأتي هذه المنطقة في المركز الثاني بعد إيرانم فيجاهه (Airyana Vaeja)، أرض الآريين، في كتاب الزرادشتية الأفيستا (Vendidad) أو «النقاء والطقوس» (Videvdat)، والذي يشير إلى أهميتها منذ العصور القديمة. وقد تضمنت سوقديانا، في أوقات مختلفة، أراضي حول سمرقند وبخارى وخجند وشهرسبز في أوزبكستان الحديثة.
كانت ولايات سوقديانا، بالرغم من عدم توحدها سياسيًا قط، متمركزة حول المدينة الرئيسية سمرقند. يحد سوقديانا من الشمال باختر ومن الشرق خوارزم ومن الجنوب الشرقي كانجي بين نهر أكسوس (آمو داريا) ونهر جاكسارتس (سير داريا)، لتضم بين جنباتها وادي زرافشان الخصب (بوليتيميتوس القديم). تقع الأراضي التي قامت عليها حضارة سوقديانا في أقاليم سمرقند وبخارى أوزبكستان حاليًا، بالإضافة إلى إقليم صغد في دولة طاجيكستان حاليًا. 

## معلومات تاريخية

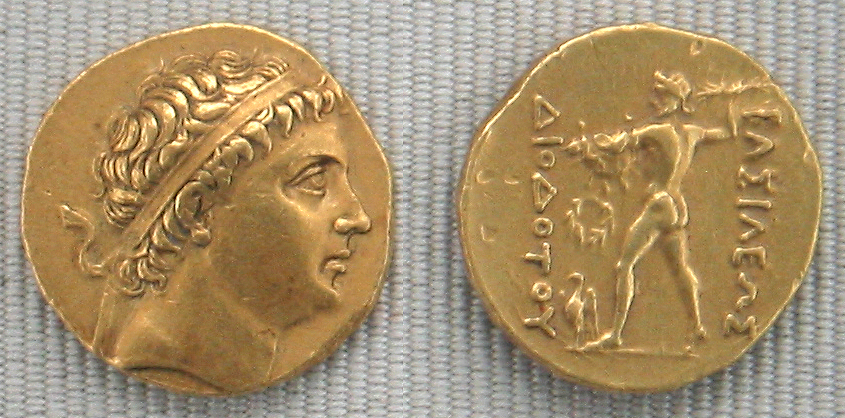
عملة ديودوتوس الذهبية التي ترجع للقرن 250 قبل الميلاد.

### الحقبة الهلنستية
شكلت ولاية سوقديانا المستقلة المحاربة منطقة حدودية عازلة لفرس أخمينيون عن الإسكوثيون (Scythians) الرحالة من جهة الشمال والشرق. وتمكنت قوات الإسكندر الأكبر من احتلال صخرة سوقديان أو صخرة أريامازيز، قلعة في سوقديانا، في عام 327 قبل الميلاد؛ وبعد حملة موسعة للقضاء على مقاومة السوقديانيين وإقامة مراكز عسكرية يقودها محاربوه المقدونيون، نجح الإسكندر في توحيد سوقديانا وباختر تحت حكم ساتراب واحد. ولم يستطع السوقديانيون بعدها استعادة قوتهم الحربية. وفيما بعد، شكلت سوقديانا جزءًا من المملكة الباكتريانية الإغريقية الهلنستية التي تأسست في عام 248 قبل الميلاد على يد الملك ديودوتوس (Diodotus) واستمرت قرابة قرن من الزمان. ويبدو أن الملك إيوثدموس الأول (Euthydemus I) سيطر على أرض سوقديانا وتم صك العملات المعدنية التي تحمل صورته فيما بعد محليًا. وكما يبدو، فإن يوكراتيديس (Eucratides) استطاع استعادة سيادته على أرض سوقديانا مؤقتًا. وأخيرًا، استقر في المنطقة رحالة عندما اجتاحها الإسكوثيون وقبيلة يوزهي (Yuezhi) حوالي عام 150 قبل الميلاد.

### معركة سوقديانا

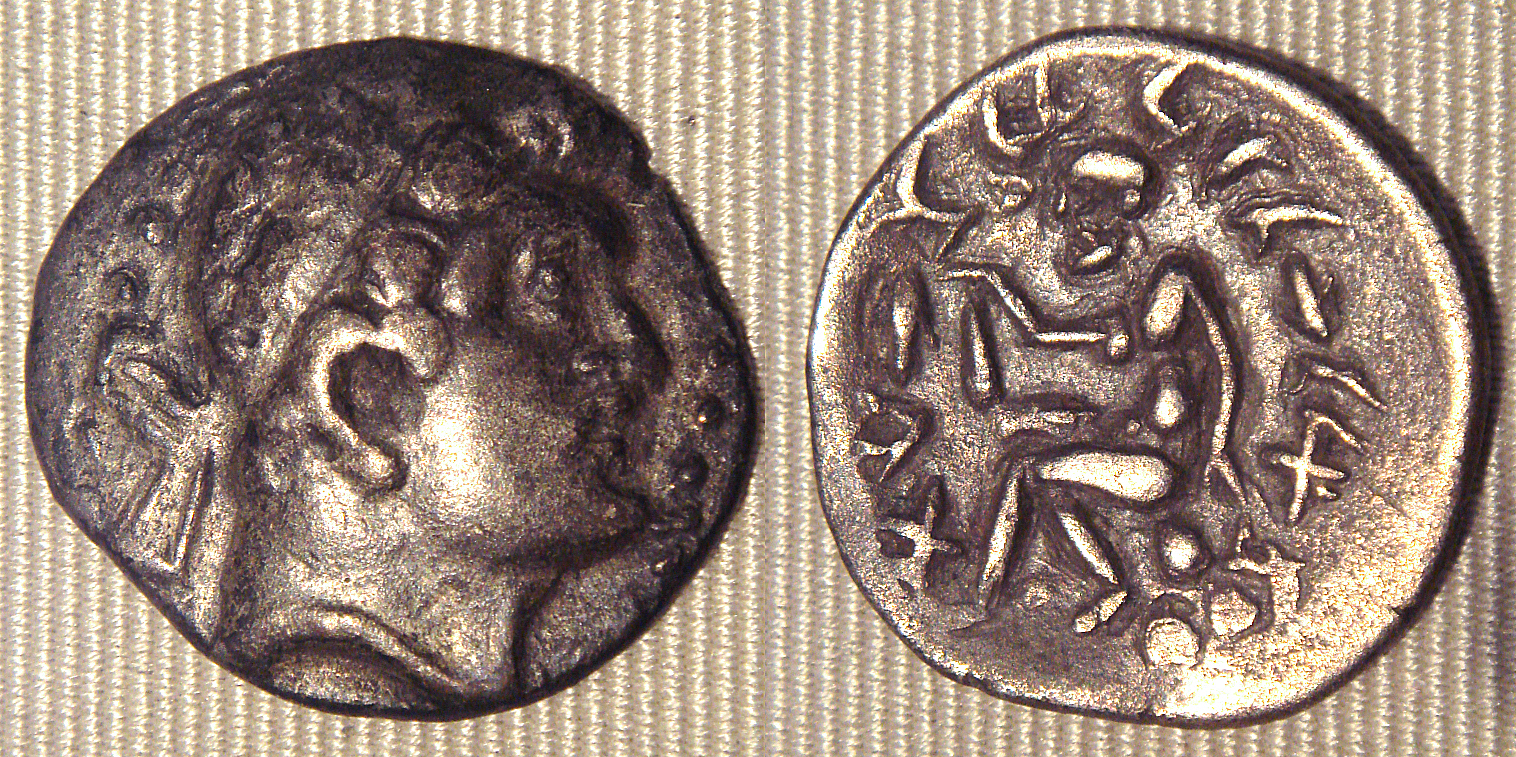
نسخة بربرية من العملة المعدنية للملك يوثدموس الأول، من منطقة سوقديانا. الأسطورة في الخلف مكتوبة بالخط الآرامي.

في عام 36 قبل الميلاد
كان هذا التفسير محل جدل.

### طريق الحرير الموصل إلى الصين
حوّل السوقديانيون طاقاتهم إلى التجارة تمامًا حتى أن قبائل الساكا في مملكة خوتان أطلقت على كل التجار اسم «سوقديان» صولي مهما كانت ثقافتهم أو انتماءاتهم العرقية؛ وبدأ تواصل سوقديانا مع الصين من خلال بعثة الرحالة الصيني تشانغ تشيان (Zhang Qian) خلال فترة حكم وو دي (Wudi) في أسرة هان السابقة، 141 - 87 قبل الميلاد. وكتب تقريرًا عن زيارته إلى «المناطق الغربية» في آسيا الوسطى وأطلق على منطقة في سوقديانا اسم «كانجي».
بعد بعثة تشانغ تشيان وتقريره، ازدهرت العلاقات التجارية الصينية مع آسيا الوسطى وسوقديانا، حيث تم إرسال العديد من البعثات الصينية خلال القرن الأول قبل الميلاد: تضمنت أكبر هذه البعثات المتجهة إلى دول أجنبية عدة مئات من الأشخاص، في حين أن أصغر المجموعات تضمنت أكثر من 100 شخص... وعلى مدار العام الواحد، كانت تُرسل إلى أي مكان من خمس إلى ست مجموعات وأحيانًا تزيد عن عشر مجموعات."
لعب السوقديانيون دورًا رئيسيًا في تسهيل حركة التجارة بين الصين وآسيا الوسطى على طول طريق الحرير حتى القرن العاشر الميلادي؛ وأصبحت لغتهم لغة التواصل المشترك في التجارة، وفي القرن السابع لاحظ الحاج البوذي شيوان تسانغ (Xuanzang) أنه يتم تعليم الأولاد الصغار القراءة والكتابة في سن الخامسة وهو ما حظى باستحسانه، بالرغم من توجيه مهارتهم للتجارة؛ وهو ما خيّب آمال المثقف شيوان تسانغ. وقد لاحظ شيوان تسانغ أيضًا عمل السوقديانيين في مهارات أخرى، مثلاً، مزارعين ونساجي سجاد وصانعي زجاج ونحاتي خشب.

### الدور في آسيا الوسطى

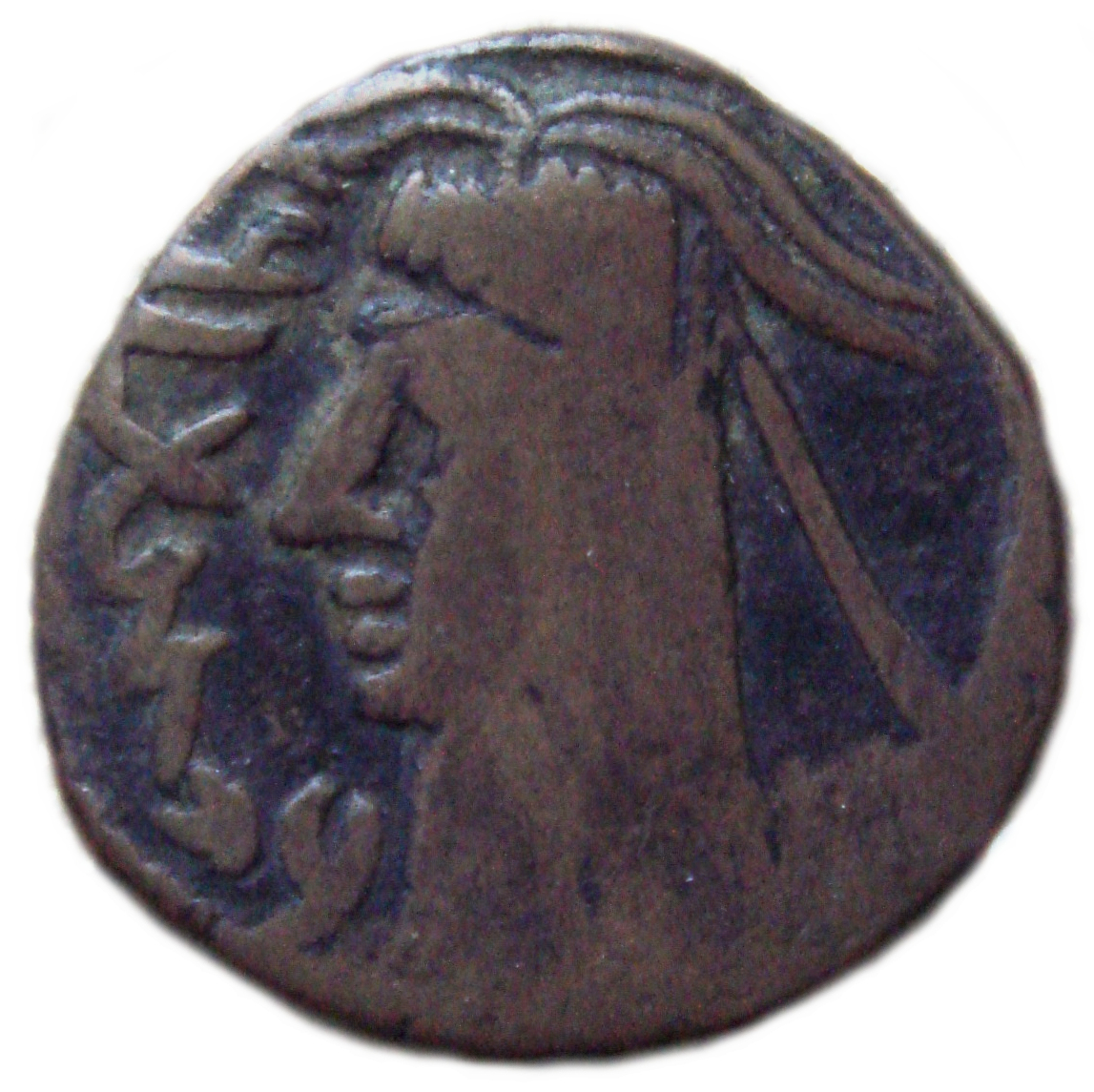
عملة سوقديانا، القرن السادس الميلادي. المتحف البريطاني.

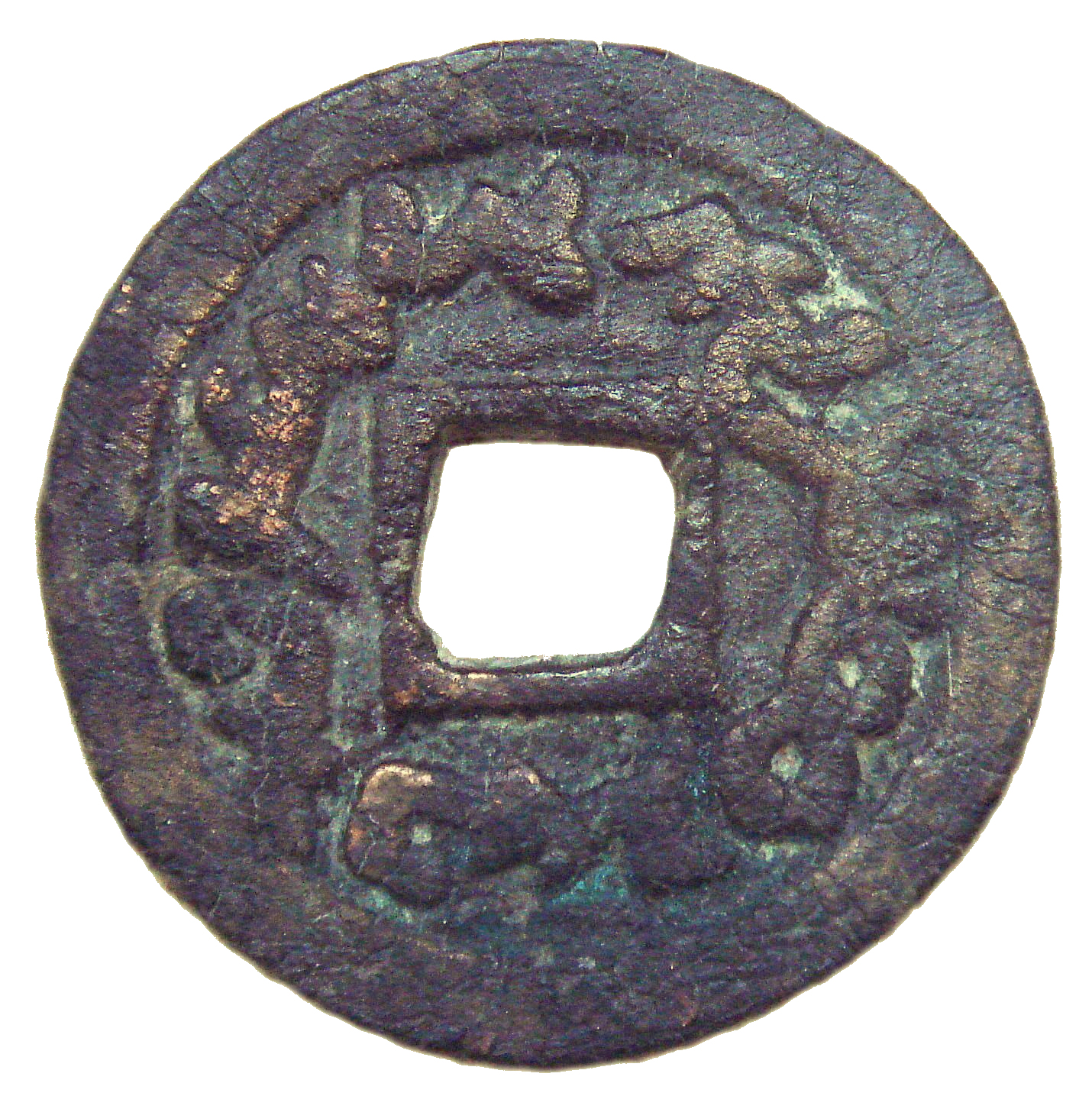
عملة سوقديانا المتأثرة بالصين، كيلبن، القرن الثامن الميلادي. المتحف البريطاني.

قبل احتلال الإسكندر لهم، نجح السوقديانيون من مدينة ماراقاندا (سمرقند) في فرض سيطرتهم كتجار متجولين واحتلوا مكانة مهمة على طول طريق الحرير القديم. وأصبحت لغتهم هي اللغة الشائعة في طريق الحرير وكان لهم دور في الحركات الثقافية للفلسفات والمذاهب الدينية، مثل المانوية والزرادشتية والبوذية في الشرق إلى جانب حركة البضائع التجارية. وقد وصفهم الصينيون بأنهم تجار بالفطرة يكتسبون مهاراتهم التجارية في سن صغيرة. ويتضح من المصادر، مثل الوثائق التي عثر عليها السير أوريل ستاين (Aurel Stein) وآخرون، أنه بحلول القرن الرابع الميلادي ربما يكونون قد احتكروا التجارة بين الهند والصين. وقد سيطروا على التجارة على طول طريق الحرير من القرن الثاني قبل الميلاد وحتى القرن العاشر الميلادي
كانت مدينتا سوياب وتالاس المركزين الرئيسيين للسوقديانيين في الشمال وسيطرت المدينتان على طرق القوافل التجارية في آسيا الوسطى.[متى؟][بحاجة لمصدر] وتمت حماية مصالحهما التجارية بواسطة قوة الغوكتورك العسكرية الناهضة، التي وُصفت إمبراطوريتهم بأنها «المشروع المشترك بين قبيلة أشينا والسوقديانيين». واستمرت تجارة السوقديانيين، مع تعرضها لبعض التوقفات، حتى القرن التاسع. وفي القرن العاشر، انضمت سوقديانا إلى الإمبراطورية الأويغورية التي تضمنت شمال آسيا الوسطى حتى عام 840. وحصلت الخاقانية من الصين على العديد من شحنات الحرير في مقابل الخيول. وفي هذا الوقت أيضًا، ذُكرت قوافل السوقديانيين المتجهة إلى منغوليا العليا في المصادر الصينية.[بحاجة لمصدر]
تضمنت السلع التجارية المصدرة إلى الصين العنب والبرسيم الحجازي والأواني الفضية الساسانية، بالإضافة إلى الأواني الزجاجية والمرجان المتوسطي والصور البوذية النحاسية والقماش الصوف الروماني وكهرمان البلطيق. وتم تبادل هذه السلع بالورق الصيني والنحاس والحرير.
لعبت سوقديانا دورًا مهمًا في التطور الديني والثقافي لآسيا الوسطى.[بحاجة لشرح] [بحاجة لمصدر]
استند علماء الجغرافيا المسلمون في القرن العاشر إلى سجلات السوقديانيين التي ترجع إلى الفترة من 750 - 840. ومع ذلك، بعد سقوط الإمبراطورية الأويغورية، تعرضت تجارة السوقديانيين لأزمة. وكان السامانيون خلفاءهم من آسيا الوسطى المسلمة، حيث استأنفوا حركة التجارة في الطريق الشمالي الغربي المؤدي إلى الخزر والأوراليين والطريق الشمالي الشرقي المؤدي إلى القبائل التركية المجاورة.
كانت مدينة توربان تحت حكم مملكة تانغ مركزًا للنشاط التجاري الرئيسي بين التجار الصينيين والسوقديانيين. وكانت المجوسية الديانة الرسمية للسوقديانيين.
كانت هناك العديد من الحانات في مدينة توربان. وقد قدمت بعضها فرصًا للعاملين في البغاء لخدمة التجار على طريق الحرير؛ حيث تشير السجلات الرسمية إلى وجود أسواق لبيع النساء في كل من مدينة كوتشا وخوتان. ويؤكد العقد المكتوب باللغة السوقديانية المدفون في مقابر أستانا إلى أن رجلاً صينيًا واحدًا على الأقل اشترى فتاة سوقديانية في عام 639 ميلادي. وادعى أحد الأثريين الذي شاركوا في التنقيب في موقع أستانا، وو تشن (Wu Zhen)، أنه بالرغم من شراء العديد من المنازل المقامة على طول طريق الحرير عبيدًا، كما نرى في الوثائق القديمة من نيا، فإن وثائق توربان تشير إلى حدوث زيادة هائلة في حجم تجارة العبيد.
تثير الزيجات القليلة الموثقة بين أسياد صينيين وفتيات سوقديانيات سؤالاً مهمًا؛ وهو ما مدى تكرار تزاوج الأسر السوقديانية والصينية. ولم تتطرق السجلات التاريخية لهذا الموضوع غالبًا، ولكن عثر رونغ شينجيانغ (Rong Xinjiang) على إحدى وعشرين زيجة مسجلة في القرن السابع حيث كان أحد طرفي الزيجة سوقديانيًا، وفي ثماني عشرة حالة من هذه الزيجات، كان الزوج سوقديانيًا أيضًا. وكانت الاستثناءات الوحيدة المقبولة هي زواج مسؤولين سوقديانيين ذوي مكانة مرموقة جدًا من نساء صينيات. ويختتم قائلاً إن معظم الرجال السوقديانيين كانوا يتزوجون من نساء سوقديانيات، ويمكننا تخمين أن زيجات الرجال الصينيين والنساء السوقديانيات كانت غالبًا بين سيد وأمة. وتم تسجيل العديد من التفاعلات والتبادلات التجارية. في عام 673 ميلادي، اشترى صاحب شركة ديوي تشنغ (Duizheng) جملاً مقابل أربع عشرة لفة حرير من كانغ وو بويان (Kang Wupoyan)، وهو تاجر غير مقيم من سمرقند (كانغ تشو (Kangzhou)). وفي عام 731، باع تاجر سوقدياني فتاة تبلغ أحد عشر عامًا لأحد سكان مدينة تشانغان، تانغ رونغ (Tang Rong) ;، مقابل أربعين لفة حرير. وكان يعمل خمسة رجال كضامنين، يشهدون بأنها لم تكن فتاة حرة وتم استعبادها (يحظر قانون تانغ استعباد العامة.)

## اللغة والثقافة

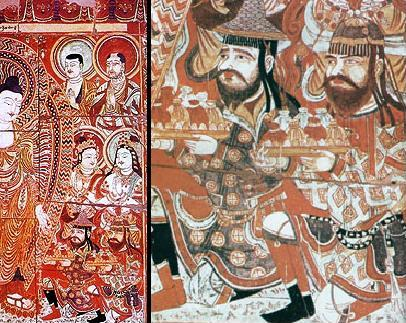
المتبرعون السوقديانيون لبوذا (تصوير فريسكو، بالتفاصيل)، كهوف بيزكليك، شرق حوض تاريم، الصين، القرن الثامن.

يُعتقد أن الثقافة السوقديانية بلغت أوجها في القرن السادس، والشاهد على ذلك التقاليد الفنية المتطورة للغاية. وهنا، يمكن القول إن السوقديانيين رسخوا دورهم كتجار آسيا الوسطى الرحالة والمتاجرين والذين ينقلون معهم البضائع والثقافة والدين.
اشتهر السوقديانيون بتقبلهم للمعتقدات الدينية المختلفة. وكانت الزرادشتية الديانة السائدة بين السوقديانيين وظلت كذلك حتى بعد الفتح الإسلامي، عندما اعتنقوا الإسلام تدريجيًا، كما يتضح من «منحنى تغيير الديانة» الذي وضعه ريتشارد بوليت (Richard Bulliet). جدير بالذكر أن النصوص الدينية السوقديانية التي عُثر عليها في الصين وتعود إلى الأسر الشمالية وأسرة سوي وأسرة تانغ في الغالب بوذية (مترجمة من مصادر صينية) ومانوية والمسيحية النسطورية، بالإضافة إلى عدد قليل جدًا من النصوص الزرادشتية. ولكن مقابر التجار السوقديانيين في الصين التي تعود إلى الثلث الأخير من القرن السادس تُظهر سيطرة الأفكار الزرادشتية أو التوفيقية الزرادشتية-المانوية، بينما تبدو البقايا الأثرية من سوقديانا إيرانية بعض الشيء وزرادشتية بتحفظ.
تكلم السوقديانيون لغة إيرانية شرقية تدعى السوقديانية، وهي قريبة للغاية من اللغة الباكتريانية، وهي لغة رئيسية أخرى في الجزء الجنوبي من آسيا الوسطى في العصور القديمة. وكانت تُكتب اللغة السوقديانية بعدة خطوط، كلها مشتقة من الأبجدية الآرامية.
حتى في العصور الوسطى، احتفظ وادي زرافشان المحيط بمدينة سمرقند باسم سوقديانا، سمرقند. وقد اعتبرها علماء الجغرافيا العرب واحدة من أجمل المناطق الأربع في العالم. وما زال اليغنوبيون الذين يعيشون في إقليم صغد في طاجيكستان يتحدثون إحدى لهجات اللغة السوقديانية.

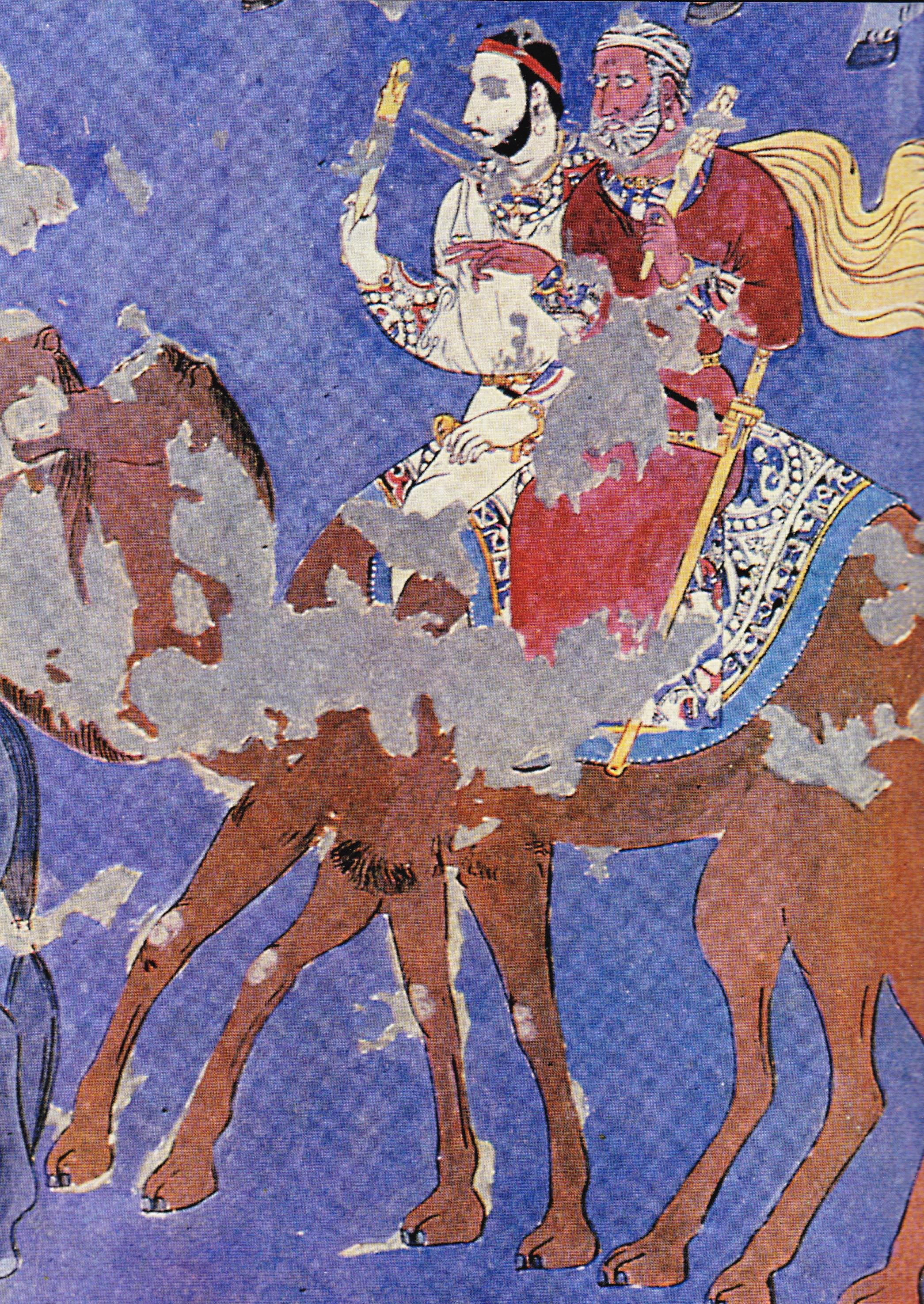
تفاصيل لوحة السفير من موقع أفراسياب.

اندمجت الغالبية العظمى من شعب سوقديانا مع مجموعات محلية أخرى، مثل الباكتريانيين والخوارزميين وخصوصًا الفرس وأصبحوا يتحدثون اللغة الفارسية، وفي عام 819 ميلادي أسسوا إمبراطورية السامانيون في المنطقة. ويعدون من بين أسلاف الطاجيكيين الجدد. ويمكن العثور على العديد من الكلمات السوقديانية في اللغة الطاجيكية الحديثة.
تعد لوحة أفراسياب من القرن السابع في سمرقند مثالاً باقيًا نادرًا على الفن السوقدياني.
يمكن تقسيم الزي السوقدياني في العصور الوسطى المبكرة إلى فترتين: الهفتاليت (القرنين الخامس والسادس) والترك (القرن السابع وأوائل القرن الثامن). ولم ينتشر الزي التركي فورًا بعد هيمنة الغوكتورك السياسية، ولكن فقط حوالي عام 620 عندما، خصوصًا بعد الإصلاحات التي قام بها خاقان الترك الغربية تون-يازبو (Ton-jazbgu)، اكتسبت الصغد الطابع التركي وتم إدراج النبلاء المحليين رسميًا تحت حكم الخاقانية.
كانت ملابس النساء والرجال محكمة، ويفضل أن تكون ضيقة على منطقة الخصر والمعصم. وقد أكدت الصور الظللية للرجال البالغين والفتيات الصغيرات على الأكتاف العريضة والخصر الضيق؛ بينما كانت الصور الظللية للنساء الأرستقراطيات أكثر تعقيدًا. وقد مرت الملابس السوقديانية بعملية شاملة لاكتساب الطابع التركي في أوائل القرن السابع، مع الاحتفاظ ببعض العناصر الأصلية. وبدلاً من ذلك، فقد أصبحت العمامات والقفطانات والمعاطف ذات الأكمام الأكثر انتشارًا.

## أشهر السوقديانيين
- آن لوشان (An Lushan) كان قائدًا عسكريًا من أصول سوقديانية (من جانب والده) وتركي عاش أثناء حكم أسرة تانغ في الصين. وقد اشتهر بسبب الدخول في حروب على الحدود (والهزيمة) في الفترة بين 741 و755. ولاحقًا، قاد تمرد آن شي الكارثي، الذي استمر من عام 755 وحتى عام 763[محل شك] [بحاجة لمصدر]، والذي أدى لاحقًا لسقوط أسرة تانغ.[26]

## الأدب
- تحوي هذه المقالة معلومات مترجمة من الطبعة الحادية عشرة لدائرة المعارف البريطانية لسنة 1911 وهي الآن ضمن الملكية العامة.
- Calum MacLeod, Bradley Mayhew Uzbekistan. Golden Road to Samarkand
- Archaeological Researches in Uzbekistan. 2001. طشقند تستند الطبعة إلى نتائج البعثات الاستكشافية المشتركة بين ألمانيا وفرنسا وأوزبكستان في عام 2001 في أوزبكستان
- Etienne de la Vaissière, Sogdian Traders. A History, Leiden : Brill, 2005. ISBN 90-04-14252-5
- Babadjan Ghafurov, "Tajiks", تم النشر في دول الاتحاد السوفيتي وروسيا وطاجيكستان

## وصلات خارجية
- Sogdian on Interlinguae
- Xerxes II and Sogdianus